# 挂载
挂载（mounting）是指由操作系统使一个存储设备（诸如硬盘、CD-ROM或共享资源）上的電腦檔案和目录可供用户通过计算机的文件系统访问的一个过程。
一般来说，当计算机关机时，每个已挂载存储都将经历一次卸载，以确保所有排队的数据被写入，并保证介质上文件系统结构的完整性。